# Norman Rodway
Norman Rodway est un acteur irlandais né le 7 février 1929 à Londres (Royaume-Uni), mort le 13 mars 2001 à Banbury (Royaume-Uni).

## Filmographie
- 1959 : This Other Eden de Muriel Box : Conor Heaphy
- 1961 : A Question of Suspense : Frank Brigstock
- 1961 : Murder in Eden : Michael Lucas
- 1961 : Johnny Nobody : Father Healey
- 1962 : Ambush in Leopard Street : Kegs
- 1962 : The Webster Boy : Donald Saunders
- 1962 : The Quare Fellow : Lavery
- 1964 : The Massingham Affair (série télévisée) : Mr. Gilmore
- 1965 : Quatre Heures du matin (Four in the Morning) : Le mari
- 1965 : Campanadas a medianoche : Henry 'Hotspur' Percy
- 1967 : The Penthouse : Dick
- 1967 : I'll Never Forget What's'isname : Nicholas
- 1968 : To See How Far It Is (TV) : Murphy
- 1975 : The Hiding Place
- 1975 : A Midsummer Nightmare (TV) : Peter Ingram
- 1976 : The Story of David (TV) : Joab
- 1978 : Out (feuilleton TV) : Det. Insp. Bryce
- 1978 : Tycoon (série télévisée) : Jonathan Browning
- 1981 : Timon of Athens (TV) : Apemantus
- 1982 : The Critic (TV) : Mr.Dangle
- 1982 : Commando (Who Dares Wins) : Ryan
- 1982 : King Lear (TV) : Earl of Gloucester
- 1983 : Reilly: The Ace of Spies (feuilleton TV) : Cummings
- 1983 : A Pattern of Roses (TV) : Mr. Ingram
- 1984 : Oedipus the King (TV) : Corinthian Messenger
- 1984 : Cockles (série télévisée) : Jacques du Bois
- 1984 : Sakharov (TV) : Psychiatrist
- 1984 : Pericles, Prince of Tyre (TV) : Cleon of Tarsus
- 1985 : Coming Through : William Hopkin
- 1985 : Oscar (série télévisée) : The Marquis of Queensberry
- 1985 : Pity in History (TV) : Gaukroger
- 1986 : Taï-Pan : Aristotle Quance
- 1987 : The Bretts (feuilleton TV) : Charles Brett
- 1989 : King of the Wind : Capt. 'Blueskin' Blake
- 1989 : Nobody Here But Us Chickens (TV) : Ernest (segment "Not As Bad As They Seem")
- 1991 : The War That Never Ends (TV) : Spartan General
- 1992 : The Speaker of Mandarin (TV) : Adam Knighton
- 1992 : The Mirror Crack'd (TV) : Dr. Gilchrist
- 1993 : Extra, Extra, Read All About It (série télévisée)
- 1996 : Nuit noire (Mother Night) : Werner Noth
- 1996 : The Empty Mirror (en) : Adolf Hitler
- 1997 : The Lakes (TV) : Coroner
- 1999 : The Adventures of Young Indiana Jones: The Phantom Train of Doom (vidéo) : Smuts
- 1999 : Vicious Circle (TV) : Hagarty
- 2000 : County Kilburn : Mr. Bollox